# UZ Весов
UZ Весов (лат. UZ Librae) — двойная звезда в созвездии Весов на расстоянии приблизительно 696 световых лет (около 213 парсеков) от Солнца. Видимая звёздная величина звезды — от +9,62m до +9,16m.

## Характеристики
Первый компонент — оранжевый гигант, вращающаяся переменная звезда типа FK Волос Вероники (FKCOM) спектрального класса K0IIIe.